# Jésus (prénom)
Pour les articles homonymes, voir Jésus (homonymie).
Jésus est un prénom masculin. C'est la translittération grecque d'un diminutif araméen de Yehoshuah (hébreu), forme originale de Josué.

## Jésus antiques
Jésus est souvent utilisé pour désigner Jésus de Nazareth, le Jésus-Christ des chrétiens.
Il est attesté comme prénom pour Barabbas, le chef de guerre libéré par Pilate dans un manuscrit de l'Évangile selon Matthieu XXVII:16-17 et comme prénom pour Ben Sirat, l'auteur du Siracide, livre biblique deutérocanonique.
Dans ses textes, Flavius Josèphe cite plusieurs individus nommés Jésus :
- « Jésus, fils de Sapphas, un des grands-prêtres », gouverneur d'Idumée et également « premier magistrat de Tibériade » (Guerre des Juifs, Livre II, XX.4 et XXI.3 et livre III, IX.7-8 ; Autobiographie, XII,66-67, XXVII,134 sv.). Un des artisans de la révolte en Galilée. Chef politique et dirigeant militaire, allié avec le zélote Jean de Gischala.
- « Jésus de Gamala » ayant un peu le même profil que Jésus, fils de Sapphas dans la Guerre des Juifs et aussi mentionné dans le Talmud sous le nom de Josué ben Gamla ou Josué de Gamla.
- Jésus, un des grands prêtres (Guerre des Juifs, Livre VI, II.2) peut-être le même que le prêtre  « Jésus, fils de Thebouthi » (Guerre des Juifs, Livre VI, VIII.3)
- « Jésus, fils d'Ananias » qui est flagellé puis libéré par un Procurateur romain (Guerre des Juifs, Livre VI, V.3). Ses malédictions sont considérées comme étant la cause de la chute de Jérusalem et la destruction du Temple.
- un « Jésus, fils de Josédec, le grand-prêtre » contemporain de Darius (Antiquités juives, livre XI, III.1)
- Jésus fils du grand prêtre Onias, qui hellénisa son nom en Jason, contemporain d'Antiochos Épiphane (Antiquités juives, livre XII, V.10)

## Popularité du prénom
En France, le prénom Jésus est rare et atteindra au XXe siècle son pic de popularité dans les années 1960 (102 nouveau-nés ont reçu ce prénom en 1966).
Dans les pays hispaniques, ce prénom (Jesús en espagnol) est plus répandu, principalement en Espagne et au Mexique.

## Jésus modernes et contemporains
- Jésus Alemañy (1962) trompettiste cubain
- James Jesus Angleton (1917-1987) membre de la CIA
- Jesús Arellano (1973) footballeur mexicain
- Jesus Blancornelas (1936-2006) journaliste mexicain
- Jesús Chagoyen (1977-) joueur espagnol de basket-ball
- Jesus Diaz (1941-2002) écrivain cubain
- Jesús del Muro (1937-) footballeur mexicain
- Jesús Franco (1930) réalisateur espagnol
- Jesús Gabaldón (1967) bassiste et compositeur espagnol
- Jesús Garay (1930) footballeur espagnol
- Jesús Gil (1933-2004) personnalité politique et homme d'affaires espagnol
- Jesús Guridi (1886-1961) compositeur basque espagnol
- Jesús Huerta de Soto (1956) économiste espagnol
- Jesús Lacruz (1978) footballeur espagnol
- Jesús López Cobos (1940) chef d'orchestre espagnol
- Jesús Loroño (1926-1998) coureur cycliste espagnol
- Jesús Malverde (? - 1909) héros populaire du folklore mexicain.
- Jesús Manzano (1978) cycliste espagnol
- Jesús Millán (1979) torero espagnol
- Jesús Moncada (1941-2005) écrivain catalan
- Jesús Montoya (1963) coureur cycliste espagnol
- Jesús Monterde Blasco (1919-1995) dessinateur de bande dessinée
- Jesús Navas (1985) footballeur espagnol
- Jesús de Polanco (1929-2007) patron de presse espagnol
- Jesús Puras (1963)pilote de rallye espagnol
- Jesús Quintero (1947) journaliste et présentateur espagnol
- Jesús Rodríguez-Magro (1960) coureur cycliste espagnol
- Jesús Miguel Rollán (1968-2006) joueur espagnol de water polo
- Jesus Rosado (1967) coureur cycliste espagnol
- Jesús Ruiz (1990-) boxeur mexicain
- Jesús María Satrústegui (1954) footballeur espagnol
- Jesús Silvestre (1989-) boxeur mexicain
- Jesús-Rafael Soto (1923-2005) artiste contemporain vénézuélien

## Groupes
- The Jesus and Mary Chain groupe de rock britannique
- The Jesus Lizard groupe de rock américain
- Jesus Freaks mouvement religieux américain

## Dans les arts et la fiction
- Jesus Christ Superstar comédie musicale américaine
- Jesus Christ Pose chanson du groupe Soundgarden de 1991
- Jésus personnage de la série South Park dans l'émission Jésus et ses potes
- Sacré Jésus ! série de bande dessinée française
- Jesus Camp film documentaire américain